# ObsCure
ObsCure ist ein von Hydravision Entertainment entwickeltes und von MC2-Microïds veröffentlichtes Survival-Horror-Spiel für PlayStation 2, Windows-PCs und Xbox. Die Portierung für die PlayStation Portable wurde von Playlogic veröffentlicht.

## Handlung
Das Spiel handelt von fünf Jugendlichen, die die fiktive Leafmore High School besuchen. An besagter Schule gab es, Jahrzehnte vor der Handlung des Spiels, Fälle von Schülern, die verschwanden und nie wieder auftauchten. Als einer der Teenager – Kenny Matthews – verschwindet, machen sich die verbleibenden vier auf die Suche nach ihm und bleiben nach dem Unterricht im Schulgebäude. Dort werden sie Zeuge eines unbegreiflichen Horrors. Nach und nach stellt sich heraus, dass der Direktor etwas mit dem Verschwinden der Schüler zu tun hat und einige dunkle Machenschaften kommen ans Licht.

## Besonderheiten
Eine Besonderheit des Spieles ist, dass es zu zweit gespielt werden kann. Hierzu übernehmen die Spieler die Kontrolle über jeweils einen der fünf Charaktere und durchstreifen zusammen das Schulgebäude. Wenn alleine gespielt wird, wird die zweite Figur zum „Sidekick“, d. h. sie folgt dem vom Spieler gelenkten Charakter und verteidigt diesen auch. Eine weitere Besonderheit ist, dass man während des Spiels die Möglichkeit hat, den Charakter zu wechseln.
Als Vorlage des Spieles diente der Verlauf des Filmes The Faculty.
Das Spiel wurde zeitweise mit der falschen Altersfreigabe „Keine Jugendfreigabe gemäß § 14 JuSchG FSK“ verkauft. Diese Version weist dementsprechend keine Unterschiede zur korrekt ausgezeichneten Version auf.

## Musik im Spiel
Für den Soundtrack zeichnet der französische Komponist Olivier Derivière verantwortlich. Teile des Soundtracks wurden vom Kinderchor der Opera National de Paris unter Leitung des Dirigenten Gael Darchen gesungen. In dem Spiel sind ferner Musiktitel von Sum 41 („Still waiting“) und der norwegischen Band SPAN („Don`t think the way they do“) zu hören. Die deutsche Version enthält zudem Musik der Sportfreunde Stiller.

## Obscure II / The Aftermath
Am 27. September 2007 erschien die Fortsetzung Obscure II für PlayStation 2, PC (Windows) und Wii, Publisher ist dieses Mal Playlogic Entertainment. Unter dem Titel Obscure: The Aftermath erschien am 9. Oktober 2009 außerdem eine Portierung des zweiten Teils für die PlayStation Portable.
Die Handlung von Obscure II beginnt rund zwei Jahre nach den Geschehnissen des ersten Teils. Die Hauptpersonen des ersten Teils führen wieder ein normales Leben, einige besuchen mittlerweile die Universität. Mit dem Auftauchen einer seltsamen Pflanze auf dem Campus beginnt der Überlebenskampf jedoch von Neuem.
Es wurde, im Gegensatz zum ersten Teil, jedoch auf eine deutsche Synchronisierung verzichtet.